# Vicente Riva Palacio (Michoacán)
Vicente Riva Palacio es una localidad mexicana perteneciente al municipio de San Lucas, en la región de Tierra Caliente, en el estado de Michoacán.

## Geografía
La localidad de Vicente Riva Palacio se localiza en el sur del municipio de San Lucas, en el este de Michoacán; se ubica en el límite estatal, a orillas del río Balsas, al frente de Ciudad Altamirano, Pungarabato, Guerrero. Se encuentra a una altura media de 248 m s. n. m.

## Demografía
De acuerdo con el Censo de Población y Vivienda realizado en marzo de 2020 por el Instituto Nacional de Estadística y Geografía (INEGI), en Vicente Riva Palacio había un total de 3234 habitantes, 1690 mujeres y 1544 hombres.
El índice de fecundidad en Vicente Riva Palacio es de 2.26 hijos por mujer; el 8.04 % de la población es analfabeta. Tiene una densidad de población de 1089 habitantes por km², y un total de 929 viviendas habitadas.

### Evolución demográfica
| Gráfica de evolución demográfica de Vicente Riva Palacio entre 1970 y 2020 |
|                                                                            |
| Fuente: Instituto Nacional de Estadística y Geografía                      |